# Distretto di Kitaakita
Il distretto di Kitaakita (北秋田郡?, Kitaakita-gun) è uno dei distretti della prefettura di Akita, in Giappone.
Attualmente fa parte del distretto solo il comune di Kamikoani.